# 怀荒镇
怀荒镇，是中國歷史上南北朝時北魏防衛柔然的六大軍鎮之一。
魏太武帝时置怀荒镇，在今河北省张北县，与沃野镇、怀朔镇、武川镇、抚冥镇、柔玄镇并称六镇，是六镇中从东到西第一镇。地处蒙古高原东部入塞要冲，主要是为防御北边柔然的侵扰。魏孝明帝正光四年（523年），元孚持白虎幡到柔玄、怀荒二镇之间慰劳归附北魏的柔然可汗阿那瓌。及柔然入寇，镇民请粮，武卫将军于景不肯给，镇民忿杀镇将，抓住于景，将他杀死，开启六镇之亂先声。六鎮之亂後，孝昌元年（528年），改御夷镇和怀荒镇为蔚州。